# Fortitudo Pallacanestro Bologna 2002-2003
Questa voce raccoglie le informazioni riguardanti la Fortitudo Pallacanestro Bologna nelle competizioni ufficiali della stagione 2002-2003.

## Stagione
La stagione 2002-2003 della Fortitudo Pallacanestro Bologna sponsorizzata Skipper, è la 29ª nel massimo campionato italiano di pallacanestro, la Serie A.
All'inizio della nuova stagione la Lega Basket decise di modificare il regolamento riguardo al numero di giocatori extracomunitari consentiti per ogni squadra che così passò a quattro, con anche la reintroduzione della distinzione tra giocatori comunitari ed extracomunitari.

## Roster
Aggiornato al 15 dicembre 2021.
| Fortitudo Skipper Bologna 2002-03 | Fortitudo Skipper Bologna 2002-03 |
| Giocatori                         | Staff tecnico                     |
| --------------------------------- | --------------------------------- |

| N. | Naz.                                     | Ruolo | Nome                  | Anno | Alt.   | Peso   |  |
| -- | ---------------------------------------- | ----- | --------------------- | ---- | ------ | ------ |  |
| 4  | Jugoslavia (bandiera)                    | GA    | Vlado Šćepanović      | 1975 | 198 cm | 97 kg  |  |
| 5  | Italia (bandiera)                        | PG    | Gianluca Basile (C)   | 1975 | 192 cm | 90 kg  |  |
| 6  | Croazia (bandiera)                       | C     | Mate Skelin           | 1974 | 215 cm | 125 kg |  |
| 7  | Italia (bandiera)                        | G     | Mattia Suero          | 1984 | 190 cm |        |  |
| 8  | Italia (bandiera)                        | A     | Stefano Mancinelli    | 1983 | 203 cm | 95 kg  |  |
| 9  | Italia (bandiera)                        | P     | Robert Fultz          | 1982 | 192 cm | 86 kg  |  |
| 11 | Rep. Ceca (bandiera)                     | AP    | Luboš Bartoň          | 1980 | 202 cm | 100 kg |  |
| 12 | Italia (bandiera)                        | P     | Gianmarco Pozzecco    | 1972 | 180 cm | 74 kg  |  |
| 13 | Croazia (bandiera)                       | C     | Emilijo Kovačić       | 1968 | 208 cm | 112 kg |  |
| 14 | Belgio (bandiera)                        | C     | Tomas Van Den Spiegel | 1978 | 214 cm | 118 kg |  |
| 15 | Italia (bandiera)                        | AG    | Giacomo Galanda       | 1975 | 210 cm | 110 kg |  |
| 17 | Stati Uniti (bandiera)                   | G     | A.J. Guyton           | 1978 | 187 cm | 82 kg  |  |
| 18 | Croazia (bandiera)                       | C     | Vedran Pušić          | 1986 | 207 cm |        |  |
| 19 | Argentina (bandiera) · Italia (bandiera) | G     | Patricio Prato        | 1979 | 194 cm | 87 kg  |  |
| 20 | Argentina (bandiera) · Italia (bandiera) | AP    | Carlos Delfino        | 1982 | 198 cm | 98 kg  |  |
| -  | Italia (bandiera)                        | G     | Riccardo Ceresi       | 1984 | 190 cm |        |  |
| -  | Italia (bandiera)                        | G     | Luca Lollini          | 1986 |        |        |  |
| -  | Italia (bandiera)                        | P     | Gennaro Sorrentino    | 1985 | 190 cm | 80 kg  |  |

| Allenatore                                                                 |
| - Jasmin Repeša                                                            |
| Assistente/i                                                               |
| - Roberto Breveglieri Legenda - (C) Capitano - (IN) Inattivo - Infortunato |

## Mercato

### Sessione estiva
| Acquisti | Acquisti              | Acquisti            | Acquisti      | Acquisti |
| R.       | Nome                  | da                  | Modalità      |          |
| -------- | --------------------- | ------------------- | ------------- | -------- |
| C        | Mate Skelin           | Krka Novo mesto     | definitivo    |          |
| GA       | Vlado Šćepanović      | Partizan            | definitivo    |          |
| P        | Gianmarco Pozzecco    | Pall. Varese        | definitivo    |          |
| AP       | Luboš Bartoň          | Valpo Beacons       | definitivo    |          |
| C        | Tomas Van Den Spiegel | Ostenda             | definitivo    |          |
| AP       | Carlos Delfino        | Viola R. Calabria   | definitivo    |          |
| P        | Robert Fultz          | Pr. Castel Maggiore | fine prestito |          |

| Cessioni | Cessioni         | Cessioni            | Cessioni       | Cessioni |
| R.       | Nome             | a                   | Modalità       |          |
| -------- | ---------------- | ------------------- | -------------- | -------- |
| GA       | Andrea Meneghin  | Pall. Varese        | fine contratto |          |
| AP       | Davor Marcelić   | ASVEL               | fine contratto |          |
| AC       | Gregor Fučka     | Barcellona          | fine contratto |          |
| C        | Zoran Savić      |                     | ritirato       |          |
| AP       | Marko Milič      | Pall. Roseto        | fine contratto |          |
| P        | Anthony Goldwire | San Antonio Spurs   | fine contratto |          |
| AP       | Claudio Pilutti  | Pr. Castel Maggiore | fine contratto |          |
| C        | Mattia Soloperto | B.C. Ferrara        | prestito       |          |

### Dopo l'inizio della stagione
| Acquisti | Acquisti       | Acquisti           | Acquisti    | Acquisti   |
| R.       | Nome           | da                 | Data        | Modalità   |
| -------- | -------------- | ------------------ | ----------- | ---------- |
| G        | A.J. Guyton    | Huntsville Flight  | marzo 2003  | definitivo |
| G        | Patricio Prato | St. Bonav. Bonnies | aprile 2003 | definitivo |

| Cessioni | Cessioni | Cessioni | Cessioni | Cessioni |
| R.       | Nome     | a        | Data     | Modalità |
| -------- | -------- | -------- | -------- | -------- |